# 2025 TAEMIN ARENA TOUR 'Veil'
《2025 TAEMIN ARENA TOUR 'Veil'》은 대한민국의 음악 그룹 샤이니의 멤버 태민의 네 번째 일본 콘서트 투어이다. 6월 9일과 12일, 투어 개최 공식화와 예매 상세 일정을 공개한 뒤, 요코하마부터 시즈오카, 도쿄부터 고베까지의 예매를 각각 나누어 팬클럽 예매와 일반 예매가 진행, 7월 26일에 투어명이 이와 같이 공개되었다.

## 투어 일정
| 일정             | 도시     | 장소                   | 관객 수       |
| ---------------- | -------- | ---------------------- | ------------- |
| 2025년 9월 13일  | 횡빈     | 피아 아레나 MM         | 통산 30,000명 |
| 2025년 9월 14일  | 횡빈     | 피아 아레나 MM         | 통산 30,000명 |
| 2025년 9월 15일  | 횡빈     | 피아 아레나 MM         | 통산 30,000명 |
| 2025년 9월 20일  | 사가     | 사가 아레나            | 통산 14,000명 |
| 2025년 9월 21일  | 사가     | 사가 아레나            | 통산 14,000명 |
| 2025년 10월 4일  | 시즈오카 | 시즈오카 에코파 아레나 | 통산 20,000명 |
| 2025년 10월 5일  | 시즈오카 | 시즈오카 에코파 아레나 | 통산 20,000명 |
| 2025년 11월 29일 | 도쿄시   | 라라 아레나 도쿄 배이  | 통산 18,000명 |
| 2025년 11월 30일 | 도쿄시   | 라라 아레나 도쿄 배이  | 통산 18,000명 |
| 2025년 12월 24일 | 고베시   | GLION 아레나 고베      | 통산 20,000명 |
| 2025년 12월 25일 | 고베시   | GLION 아레나 고베      | 통산 20,000명 |

## 세트 리스트
- 공연 후 기록 예정

## 제작
- 주최, 주관 : 빅플래닛메이드엔터, J HARMONY